# Assassinato de Gabriel Fernandez
No dia 24 de maio de 2013, Gabriel Daniel Fernandez (20 de fevereiro de 2005 - 24 de maio de 2013), uma criança de Palmdale, California, que foi torturada e abusada por meses, foi assassinado por sua mãe, Pearl Sinthia Fernandez e seu namorado, Isauro Aguirre, que havia o batido dois dias antes. Pearl Fernandez e Isauro Aguirre foram acusados e condenados por assassinato em primeiro grau com circunstâncias especiais de tortura. 
Pearl Sinthia Fernandez foi condenada à prisão perpétua sem a possibilidade de liberdade condicional e Aguirre foi condenado à pena de morte.

## Contexto
Gabriel Daniel Fernandez nasceu em 20 de fevereiro de 2005, filho de Arnold Contreras e Pearl Fernandez. Logo após o nascimento, Gabriel foi colocado sob a custódia de seu tio-avô por parte de mãe, Michael Lamos Carranza, e seu parceiro David Martinez. Eles continuaram a criar Fernandez por quatro anos. Em 2009, Gabriel, de quatro anos, foi morar com os avós, devido à objeção de seu avô ao relacionamento homossexual de Carranza e Martinez. Ele viveu com seus avôs até 2012, quando sua mãe, Pearl Fernandez, e seu namorado Isauro Aguirre, recuperou a custódia física dele apesar das preocupações com seu bem-estar expressas pela família.

## Crime
Durante sua estadia de oito meses na casa de Pearl Fernandez e Isauro Aguirre, Gabriel Fernandez foi sistematicamente abusado e torturado. O abuso incluiu espancamentos físicos regulares causando ossos quebrados, sendo forçado a comer areia e fezes de gato, seu próprio vômito e alimentos estragados ou vencidos, sendo queimado com cigarros, sendo baleado com uma arma de ar comprimido em várias áreas do corpo, incluindo o rosto e virilha, sendo pulverizado com spray de pimenta, sendo forçado a usar roupas femininas, tendo que dormir amarrado e amordaçado em um pequeno armário e tendo seus dentes arrancados com um bastão. De acordo com os irmãos de Fernandez, enquanto Fernandez estava sendo abusado, sua mãe e seu padrasto riam. De acordo com os promotores, Aguirre teria sido motivado a abusar de Fernandez porque acreditava que Fernandez era gay. O abuso e a tortura se estenderam aos irmãos de Fernandez, exceto que foram direcionados mais a Fernandez.
Em 22 de maio de 2013, Pearl Fernandez acionou a polícia para denunciar que seu filho, Gabriel Fernandez, não estava respirando. Fernandez havia sido espancado brutalmente por sua mãe depois de ter falhado de guardar seus brinquedos. Quando a polícia havia chegado ao local, notou que a criança estava jogada no chão pelada com múltiplas feridas. Aguirre explicou para as autoridades que Fernandez era "gay". Os paramédicos ao chegar ao hospital, declararam uma possível morte cerebral. Ele faleceu dois dias depois no dia 24 de maio de 2013, no Hospital Infantil de Los Angeles. Ele morreu com 8 anos de idade, e a autopsia oficial declarou que ele morreu de um trauma contundente que coincidiu com negligência e desnutrição.

## Julgamento
Fernandez foi condenada à prisão perpétua sem a possibilidade de liberdade condicional e Aguirre foi condenado à pena de morte. No tribunal, a mãe afirmou: "Eu quero dizer que sinto muito pelo que aconteceu. Eu queria que Gabriel estivesse vivo. Todos os dias eu desejo ter feito escolhas melhores. Sinto muito pelos meus filhos e quero que saibam que os amo."
Ao longo dos 8 meses que Fernandez ficou na casa de sua mãe e de Aguirre, múltiplas pessoas denunciaram sinais de abuso para o "Departamento de Crianças e Serviços Familiares do Condado de Los Angeles" e para o "Departamento de Sherrif do Condado de Los Angeles". Porém, Fernandez nunca foi removido da casa. Isso causou preocupação na eficácia e eficiência dos serviços sociais e acabou conduzindo na prisão de quatro trabalhadores sociais serem acusados criminalmente pela Tribunal Superior de Los Angeles. Todas as acusações foram posteriormente retiradas.

## Na cultura popular
"O caso Gabriel Fernandez" é um documentário que estreou na Netflix em 2020. Dirigida por Brian Knappenberger o documentário detalhou o assassinato de Gabriel Fernandez e respostas da mídia e do governo local.